# Бријек
Бријек (фр. Briec, Briec-de-l'Odet) је насељено место у Француској у региону Бретања, у департману Финистер.
По подацима из 2006. године број становника у месту је био 5.103, а густина насељености је износила 75 становника/km².

## Демографија
| 1962. | 1968. | 1975. | 1982. | 1990. | 2006. | 2011. |
| ----- | ----- | ----- | ----- | ----- | ----- | ----- |
| 3.425 | 3.436 | 3.744 | 4.587 | 4.546 | 5.103 | 5.441 |